# ساقه مته
ساقه ، انتهای مته ای است که توسط گیره مته گرفته می شود. لبه های برش مته با قطعه کار تماس پیدا می کند و از طریق محور با ساقه متصل می شود که در گیره مته قرار می گیرد. در بسیاری از موارد از چیدمان همه منظوره استفاده می شود، مانند یک مته با محور و ساقه استوانه ای در یک گیره مته سه نظام که یک ساقه استوانه ای را محکم می گیرد. ترکیب ساقه و گیره های مته مختلف می تواند عملکرد بهتری را ارائه دهد، مانند فراهم کردن گشتاور بالاتر، دقت بیشتر در مرکز، یا حرکت دادن مته مستقل از گیره مته، با یک ضربه چکش.

## ساقه پرانتزی

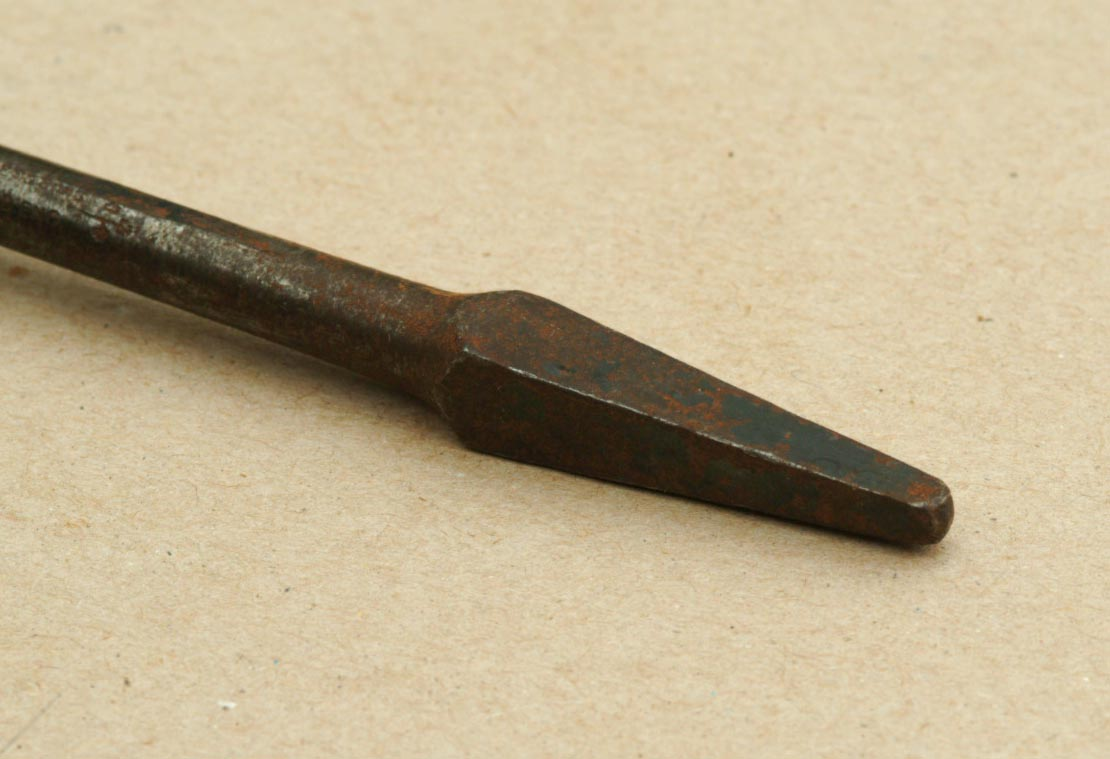
مته ساقه پرانتزی

این ساقه قبل از سال 1850 رایج بود و هنوز در حال تولید است. در ابتدا، ساقه مخروطی فقط به سوراخ مربعی در انتهای مته کوبیده میشد. با گذشت زمان، طرح‌های مختلف گیره مته ابداع شدند و گیره های مدرن مته می‌توانند این ساقه را به‌طور موثر تری به حرکت درآورند. یافتن مرجعی برای زاویه مخروطی در نظر گرفته شده دشوار بود، اما 7 مته مختلف اندازه گیری شد و همه آنها دارای زاویه 8 ± 0.25 درجه بودند.
- به راحتی در عملیات حرارتی تولید می شود.
- تلورانس های بسیار گسترده مجاز (نه خیلی دقیق)
- انتقال گشتاور متوسط اما بدون لغزش با ساقه های گرد امکان پذیر است.
- گیره مته مناسب مورد نیاز است.

## ساقه مستقیم

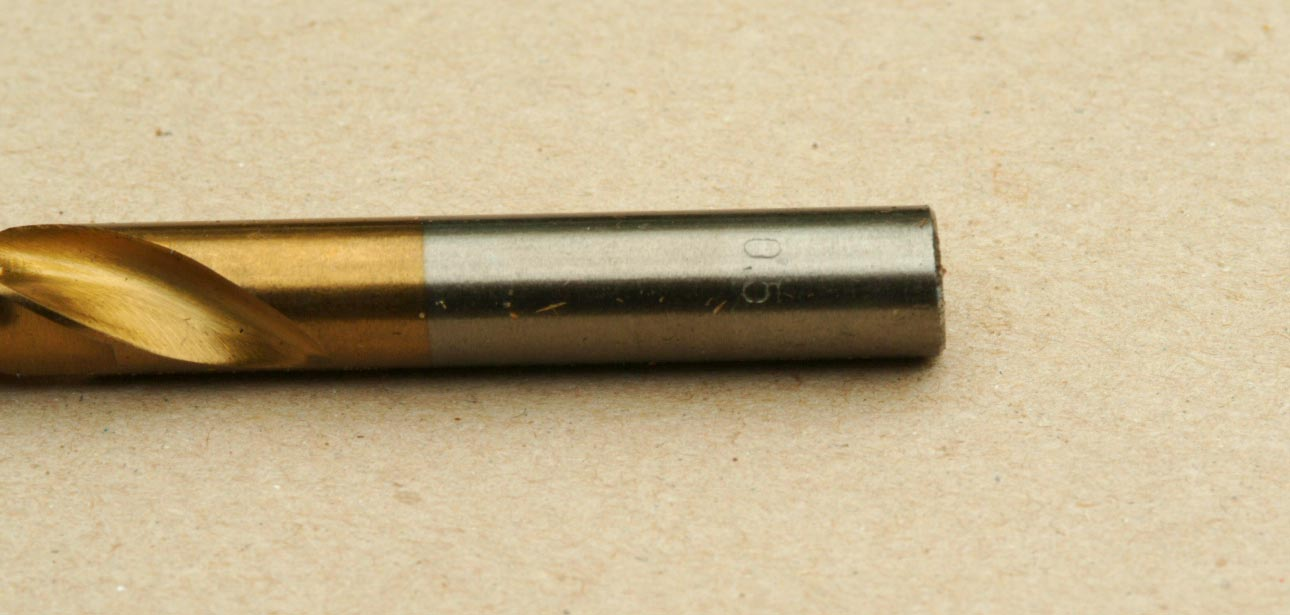
مته ساقه مستقیم

ساقه مستقیم بر اساس تعداد تولید معمول ترین سبک در مته های مدرن است. کل مته، محور و ساقه معمولاً به یک قطر است. معمولاً مته در یک گیره سه فک نگهداری می شود. تکه هایی با قطر خیلی کوچک برای محکم گرفتن می توانند دارای ساقه های مستقیم با قطر بزرگتر از مته باشند که می توانند در یک گیره مته با اندازه استاندارد محکم نگه داشته شوند.
- مته‌های بزرگ می‌توانند ساقه‌های مستقیم باریک‌تر از قطر مته داشته باشند، به طوری که می‌توان آن‌ها را در گیره هایی قرار داد که نمی‌توانند قطر کامل را در بر بگیرند. چنین مته‌ای را مته‌های ساق‌شکن یا آهنگر می‌گویند. به عنوان مثال، این نوع مته این اجازه را می دهد که تا یک مته 1⁄2 اینچی (13 میلی متر) در گیره 3⁄8 اینچی (9.5 میلی متر) استفاده شود. یک نوع خاص از مته‌های ساقه کاهش‌یافته، مته‌های نقره‌ای و دمینگ (S&D) هستند که مجموعه‌های آن‌ها از قطر بدنه مته 9⁄16 اینچ (14 میلی‌متر) تا 1.5 اینچ (38 میلی‌متر) با قطر استاندارد 1 اجرا می‌شوند. این نوع مته این اجازه را می دهد تا مته های پرس با گیره های 1⁄2 اینچی (13 میلی متر) دریل های بزرگتر را به حرکت در بیاورند. مته های S&D دارای طول 6 اینچ (150 میلی متر) با طول فلوت 3 اینچ (76 میلی متر) هستند. این نام از شرکتی در سالم، اوهایو گرفته شده است که در حدود سال 1890 به شرکت‌های دیگر تقسیم شد. قطعاتی از این طرح توسط آن شرکت رایج شد.

- روشن کردن ماشین تراش آسان است.
- اگر مته از میله گرد با اندازه مناسب ساخته شده باشد، حداقل تراش یا آسیاب مورد نیاز است.
- می توان آن را در یک گیره مته استاندارد نگه داشت، که باید سفت شود - فقط اصطکاک از لیز خوردن جلوگیری می کند.
- همچنین می توان آن را در چاک کولت (که باید سفت کرد) نگه داشت، به خصوص برای اندازه های کوچکتر.
- مرکز بسیار دقیق.
- انتقال گشتاور با لغزش ساقه استوانه ای محدود می شود.

## ساقه شش گوش

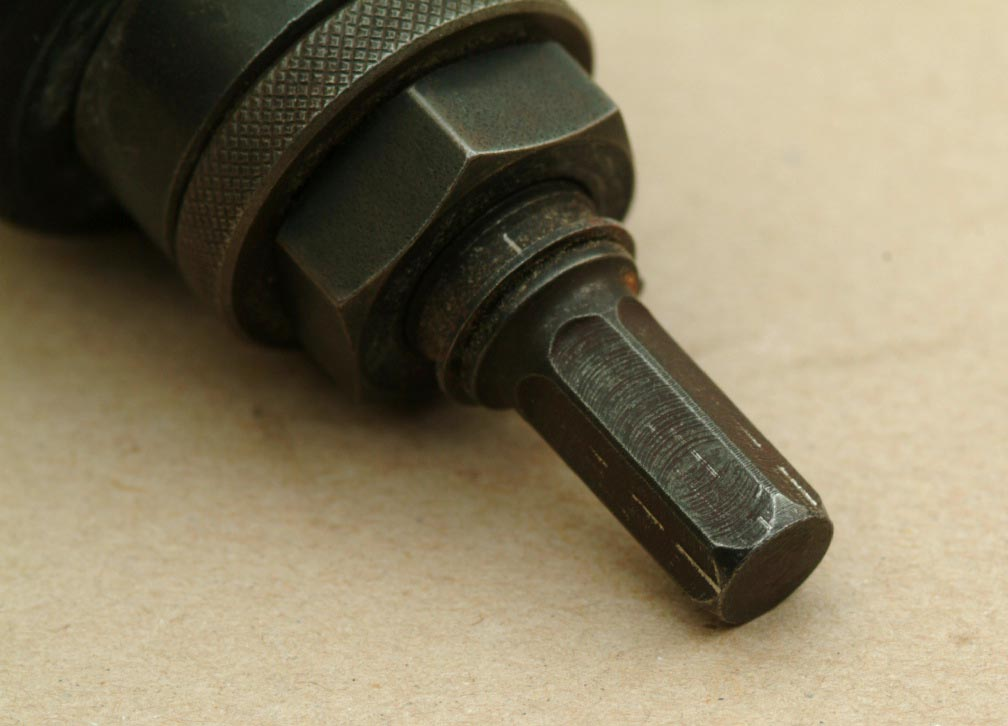
مته ساقه شش گوش

ضلع های یک ساقه شش گوش می توانند بر روی یک ساقه گرد ماشین کاری شوند یا همان به صورت طبیعی و به صورت شش گوش استفاده شوند. ساقه شش گوش را می توان توسط یک گیره مته 3 فک گرفته یا در یک گیره مخصوص ساقه های شش گوش نگه داشت.
ساقه های شش گوش یک چهارم اینچی برای مته های پیچ گوشتی ماشینی رایج هستند و از آن کاربرد گسترش یافته اند تا برای مته هایی که با ماشین آلات پیچ گوشتی سازگار هستند استفاده شوند.
- می توان آن را در گیره مته ای که برای ساقه های استوانه ای ساخته شده است نگه داشت.
- می توان آن را در یک گیره پیچ گوشتی شش گوش نگه داشت.
- انتقال گشتاور بالا، با توجه به تنش تسلیم مواد تشکیل دهنده.
- بدون نیاز به سفت کردن، شکل ساقه اجازه لیز خوردن را نمی دهد.
- مرکزیت نسبتا دقیق.
- نمی توان آن را در یک فشنگی گرد معمولی نگه داشت
- باید از فشنگی مخصوص 3c یا 5c HEX استفاده شود.

## ساقه اس دی اس

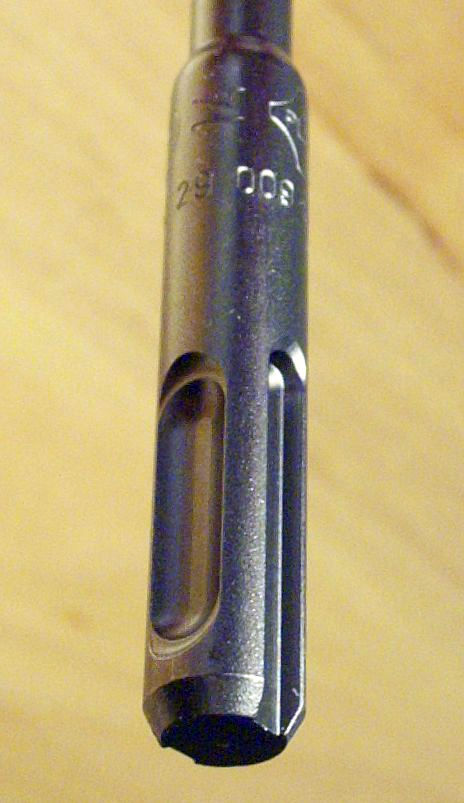
ساقه مته sds-plus

قطر ساقه SDS Plus ده میلی متر است. SDS Max بزرگتر با قطر ساقه 18 میلی متر است، در حالی که SDS Quick دارای قطر ساقه کوچکتر 6 میلی متر است. ساقه SDS به سادگی بدون سفت شدن به داخل گیره فنری فشار داده می شود. ساقه و گیره های SDS برای حفاری چکشی با مته های بنایی در سنگ و بتن ساخته شده اند.
مته به طور محکم در چاک قرار نمی گیرد، اما می تواند مانند یک پیستون به جلو و عقب بلغزد. در حین چرخش به دلیل سطح مقطع ساقه غیر دایره ای، همراه با گیره، نمی لغزد. چکش مته فقط به خود مته سرعت می‌بخشد و نه جرم بزرگ گیره، که باعث می‌شود حفاری چکشی با مته ساقه SDS کارآمدتر باشد.
درایو چرخشی از کلیدهای کشویی استفاده می کند که تا انتهای ساقه باز می شوند و با کلیدهای داخل گیره جفت می شوند. فرورفتگی های کوچکتر که تا انتها باز نمی شوند توسط گیره گرفته می شوند تا از افتادن مته جلوگیری شود. چکش مته به انتهای صاف ساقه برخورد می کند. ساقه باید با گریس روغن کاری شود تا اصطکاک حرکت لغزشی در گیره کاهش یابد.
چهار اندازه استاندارد SDS وجود دارد: SDS Quick، SDS-plus (یا SDSplus یا SDS+)، SDS-Top و SDS-max.

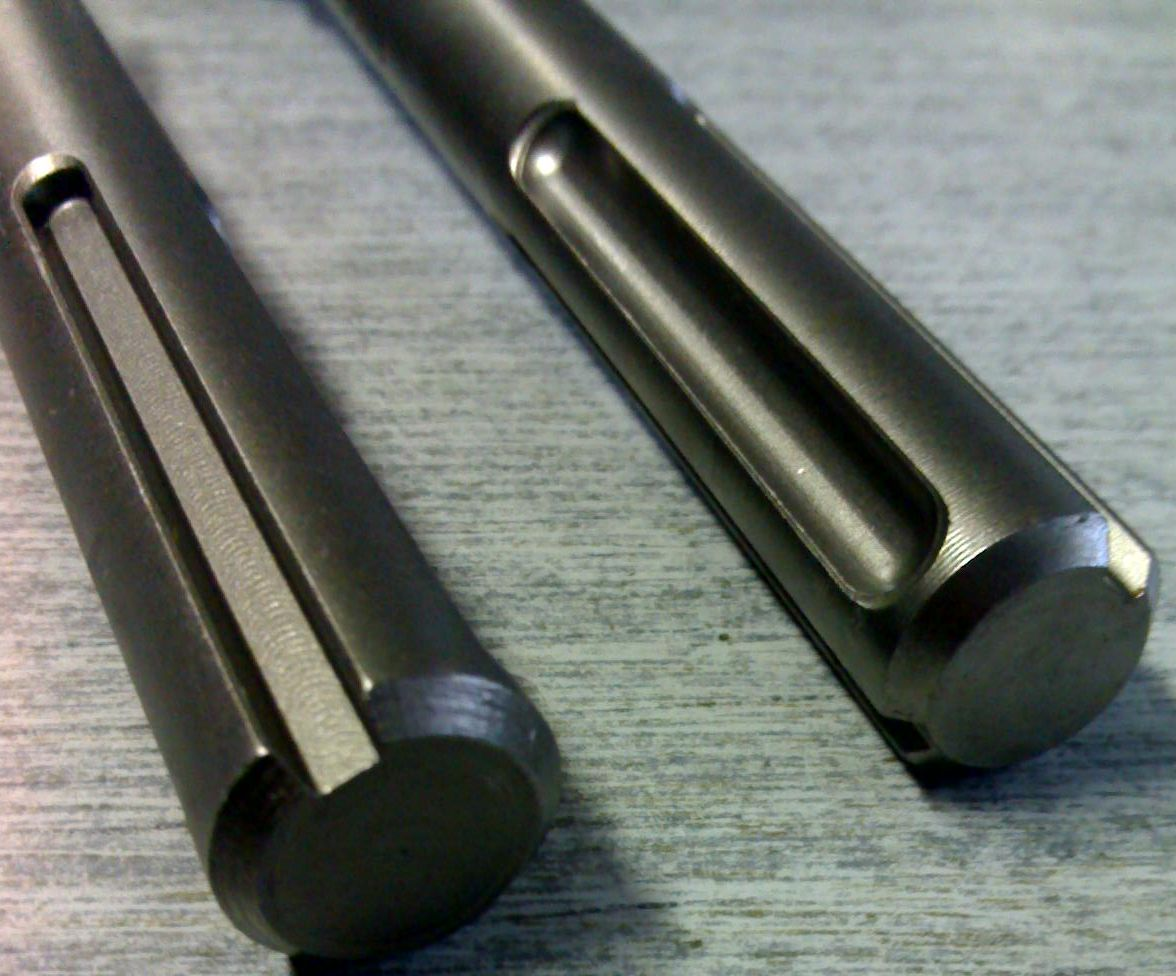
ساقه مته sds-max

SDS-plus از نظر تعداد ابزارهای ساخته شده رایج ترین است، با مته های سنگ تراشی از قطر 4 میلی متر تا 30 میلی متر معمولاً در دسترس است. کوتاه ترین مته های سنگ تراشی SDS-plus حدود 110 میلی متر طول کلی و طولانی ترین آنها 1500 میلی متر است. SDS-max برای چکش‌های دوار و تفنگ‌های براده‌دار بزرگ‌تر رایج است و اندازه‌های معمول از قطر 1⁄2 اینچ (13 میلی‌متر) تا قطر 1+3⁄4 اینچ (44 میلی‌متر) شروع می‌شود. طول استاندارد 12 تا 21 اینچ (300 تا 530 میلی متر) است. SDS-Top با قطر 14 میلی متر تا حد زیادی در آمریکای شمالی حذف شده است و رایج نیست. سیستم TE-S هیلتی مشابه این سیستم‌های SDS است، اما فقط برای براده‌شدن (بدون چرخش) در ابزارهایی برای کاربردهای بزرگ‌تر از آنچه با SDS-Max قابل استفاده است (مانند تخریب دیوارها یا کف‌های بتنی) طراحی شده است.
مته SDS توسط بوش در سال 1975 توسعه یافت و سیستم TE که توسط هیلتی در سال 1960 معرفی شد بهبود یافت. ساقه های اصلی TE-D ده میلی متری و TE-F هیجده میلی متری هیلتی را می توان به ترتیب در گیره های SDS-plus و SDS-max استفاده کرد.نام SDS مخفف آلمانی است: Steck – Dreh – Sitz («درج – مته – پیوست»). در کشورهای آلمانی زبان از سیستم Spannen durch ("سیستم بستن") استفاده می شود، اگرچه بوش از "سیستم مستقیم ویژه" برای اهداف بین المللی استفاده می کند.
- ساخت نسبتاً پیچیده است، اگرچه ابزارها و ماشین‌های SDS ساخت چین از زمان منقضی شدن حق ثبت اختراع ها بسیار مقرون به صرفه شده‌اند.
- عملکرد بهتر حفاری چکشی نسبت به قطعات محکم گرفته شده.
- مته‌هایی با حالت «چرخش توقف» می‌توانند از بیت‌های حفاری استفاده کنند.
- عملیات چاک سریع با یک دست.
- فقط در گیره SDS قابل نگهداری است.
- مرکز نه چندان دقیق.
- انتقال گشتاور بالا.

## ساقه مثلثی

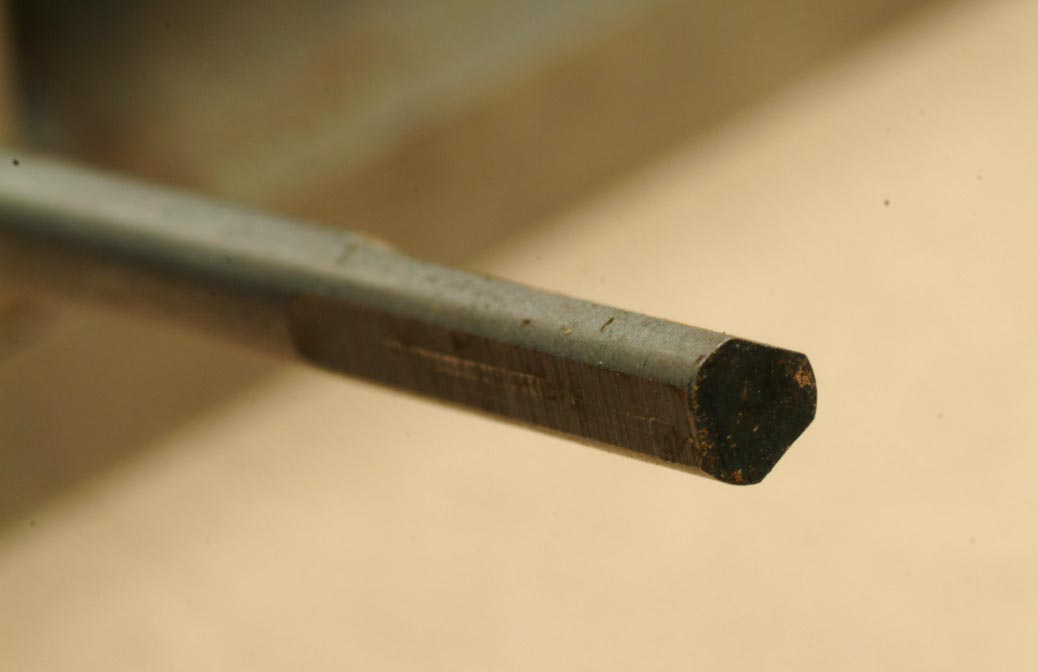
مته ساقه مثلثی

ساقه مثلثی تقریباً همیشه با ماشینکاری سه تخت روی پایه میله گرد ساخته می شود. این به عنوان یک اصلاح جزئی در ساقه مستقیم در نظر گرفته شده است، که همچنان به آن اجازه می دهد در یک گیره مته 3 فک نگه داشته شود، اما امکان انتقال گشتاور بالاتر و لغزش محدود را فراهم می کند.
- می توان آن را در گیره مته نگه داشت
- انتقال گشتاور بالا
- مرکزیت نسبتا دقیق
- نمی توان در فشنگی نگه داشت.

## ساقه مخروطی مورس

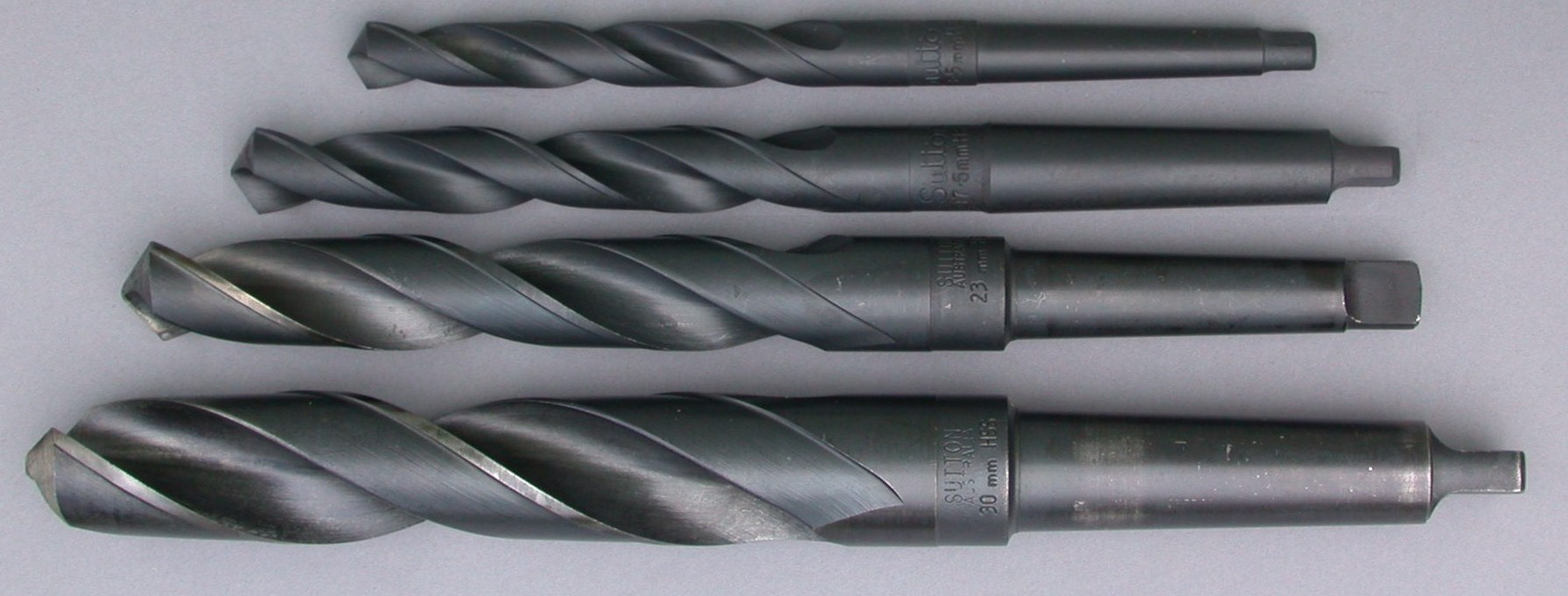
مته های مخروطی مورس، از 13.5 میلی متر (با ساقه مخروطی مورس شماره 1) تا یک مته 30 میلی متری (ساقه مخروطی مورس شماره 4)

مته های پیچشی مخروطی مورس در تصویر سمت راست در فلزکاری استفاده می شود. طیف کامل مخروط ها از 0 تا 7 است.
مخروطی مورس اجازه می دهد تا مته به طور مستقیم در دوک مته، دم تراش، یا (با استفاده از آداپتورها) در دوک ماشین های فرز نصب شود. این یک مخروط خود قفل (یا خود نگهدارنده) تقریباً 5/8 اینچ در هر فوت است که اجازه می دهد تا گشتاور توسط اصطکاک بین ساقه مخروطی و سوکت به مته منتقل شود. هنگامی که مخروطی درگیر نمی شود، محرک مثبتی برای مته فراهم می کند.

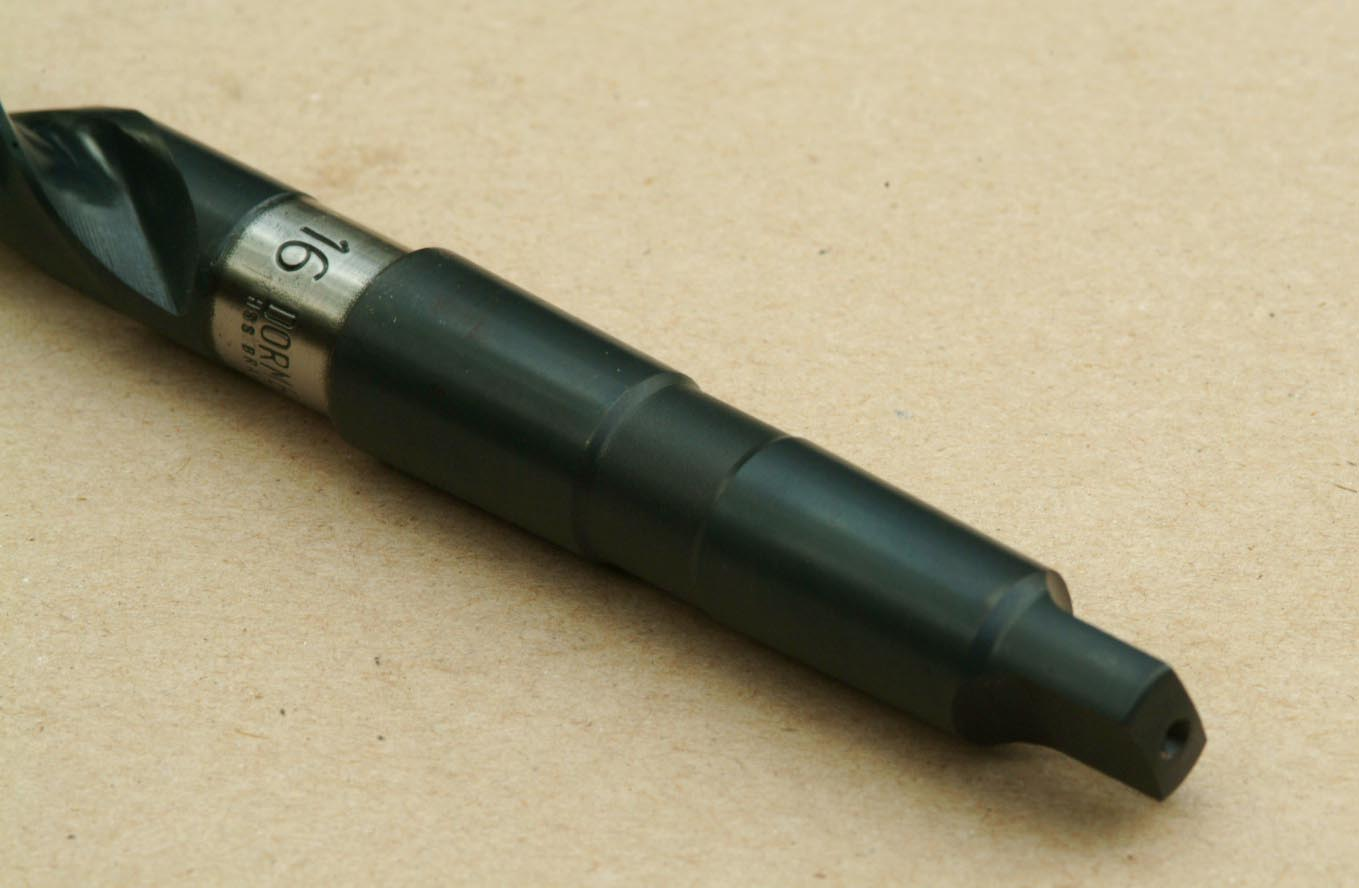
مته با ساقه مخروطی مورس

خرطومی یک گیره مته اغلب مخروطی مورس است و این اجازه می دهد تا مجموعه گیره برداشته شود و مستقیماً با ساقه مته مخروطی مورس جایگزین شود. می توان از طیفی از رابط ها برای رساندن اندازه مخروطی های مورس کوچکتر به اندازه مخروطی بزرگتر استفاده کرد. سوکت ها نیز برای افزایش طول موثر مته و همچنین ارائه انواع ترکیبات مخروطی در دسترس هستند.
تصویر جزئیات یک ساقه مخروطی مورس را بر روی مته با قطر 16 میلی متر نشان می دهد.
- ساخت ساده بر روی ماشین تراش.
- نمی توان در گیره یا فشنگی نگه داشت.
- انتقال گشتاور بالا به شرطی که مته به سختی وارد قطعه کار شود.
- مرکز بسیار دقیق.[۵]

## جستار های وابسته
- مته
- سه نظام
- عملیات حرارتی
- دریل
- ماشین کاری
- پیچ گوشتی
- فشنگی
- سنگ تراشی
- مخروطی مورس